# John Philpot
John Philpot (1516. – 1555.), vjerski reformator i mučenik. Studirao je pravo na Oxfordu. Završivši studij putuje kroz Italiju. Dolaskom Eduarda VI. na vlast vraća se u Englesku, a na slobodu bivaju pušteni dotad zatvoreni reformatori koje je Henrik VIII. dao pritvoriti za svoga života. 
Za vrijeme Edwardove vladavine postaje arhiđakon Winchestera, te se ističe u širenju protestantskih pogleda na svijet. Ipak veliki zaokret nastaje kada na vlast dolazi Marija krvava. Biva pritvoren i odveden u Oxford 1554., gdje je prisustvovao čuvenoj raspravi između reformatora Ridlija, Latimera i Cranmera s jedne strane i papinih izaslanika s druge strane, nakon čega su oni osuđeni na smrt i ekskomunicirani. Zlostavljan, ustrajao je u vjeri koju je smatrao istinitom, osuđen je kao heretik, i spaljen na lomači u Smithfieldu pokraj Londona 1555.
Prišavši lomači poljubio je drvo i rekao: "Zar da ne pristanem da stradam na lomači kad je moj Gospod i Spasitelj pristao da strada za mene najstrašnijom smrću na križu"? Na lomači usred ognja ponavljao je psalame i usrdno se molio Bogu dok smrt nije učinila kraj njegovom stradanju.

## Poveznice
- Engleska Crkva
- Anglikanstvo